# 吴烈冲
吴烈冲，男性中共黨員丶中國大陸軍事人物丶政治人物丶中國人民解放軍少將丶是一位長期從事軍隊政治工作的中國人民解放軍陸軍軍官
歷任广东省军区党委常委、省军区政治部主任丶海南省軍區政治部主任   